# Iconv
iconv är ett datorprogram och ett standardiserat API som används för att konvertera mellan olika teckenkodningar.

## iconv API
Det API som iconv använder är det standardiserade gränssnittet för programmera konvertering av teckensträngar från en teckenkodning till en annan i Unixliknande operativsystem.
Programmet dök först upp i HP-UXs operativsystem, och var standardiserat inom XPG4 och är en del av Single UNIX Specification (SUS).
I FreeBSD kan iconv installeras med programpaketet "libiconv".
Alla de senaste Linuxdistributionerna innehåller en fri implementation av iconv() som en del av GNU C Library som är en del av C-biblioteket för nuvarande Linux system. För att använda det, måste GNU glibc locale vara installerat, vilket tillhandahålls som ett separat programpaket (heter vanligtvis glibc-locale) normalt förinstallerat.

### Kompatibilitet
Under MS-Windows, tillhandahålls iconv-binären (och därmed sannolikt också API:et) av Cygwin och GnuWin32 miljöerna.
Iconv-biblioteket stöds också av PHP (under MS-Windows används en DLL-fil), vilket gör det möjligt att använda iconv() från ett .php-program.

## Exempel
Konvertera från UTF-8 till ISO-8859:
```
iconv -f UTF-8 -t ISO-8859-1 < infil.txt > utfil.txt
```

Konvertera Svensk textfil i MS-DOS till ISO-8859:
```
iconv -f CP850 -t ISO-8859-1 < DOSFIL.TXT > unixfil.txt
```